# Creme Fresh
Creme Fresh war eine deutsche Hip-Hop-Gruppe aus München.

## Geschichte
Im Jahr 2000 gründete sich die Band, bestehend aus den beiden Rappern Fatoni und Keno und dem Produzenten Bustla. 2003 veröffentlichte die Band ihr erstes Demotape Quer Beat. Keno und Fatoni gewannen zwischen 2002 und 2005 fast alle Münchner Freestyle-Battles und standen sich einige Male im Finale gegenüber. 2005 veröffentlichte die Band ihr erstes Album Frische Spuren.
Im Februar 2007 war die Gruppe auf der Musikmaschine-Tour von Blumentopf als Supporter dabei. Zu diesem Anlass veröffentlichten sie die EP Baustelle. Im Juni 2007 wurde das Album Hast du Feuer? unter dem Hip-Hop-Label 58Beats veröffentlicht.
Im Februar 2010 erschien das Album Organisiertes Zerbrechen über das Label Kopfhörer Recordings. 2012 hatte Creme Fresh ihre letzten Auftritte.
Die einzelnen Bandmitglieder sind weiterhin als Musiker aktiv. Fatoni verfolgt seine Solokarriere als Rapper, Keno (bis 2022) und Bustla sind Mitglieder der Urban-Brass-Band Moop Mama.

## Diskografie

### Alben
- 2003: Quer Beat (Eigenveröffentlichung)
- 2005: Frische Spuren / Fresh Tracks (Eigenveröffentlichung)
- 2007: Hast du Feuer?! (58Beats / Groove Attack)
- 2010: Organisiertes Zerbrechen (Kopfhörer Recordings / Rough Trade)

### EPs
- 2007: Baustelle

### Singles
- 2007: Baustelle Vol.2

### Videos
- 2007: Baustelle
- 2010: Back
- 2010: renovieren

## Auszeichnungen
- 2005: Juice: Demo des Monats (für Frische Spuren)
- 2006: Süddeutsche Zeitung: Hoffnungsträger 2006

## Soziales Engagement
Gemeinsam mit anderen bayerischen Musikern, Kabarettisten und Autoren engagierten sich Creme Fresh ab 2007 im Rahmen der Pflege-Kampagne „ganz jung. ganz alt. ganz ohr“.